# Tốc độ làm tươi
Tốc độ làm tươi (hay còn gọi là tốc độ làm mới hay tần số quét, tốc độ quét) là số lần mà hình ảnh trên màn hình máy tính được cập nhật trong 1 giây và được đo bằng đơn vị Hertz (Hz). Thực tế, những gì chúng ta nhìn thấy trên màn hình không phải là hình ảnh động thay đổi liên tục, mà gồm 1 chuỗi các hình ảnh tĩnh được hiện lên với tốc độ rất nhanh, mang lại cho mắt ta cảm giác như chúng là những hình ảnh chuyển động thực sự.

Minh hoạ cho tần số quét

Một chiếc smartphone Razer với màn hình 120Hz

Tốc độ làm tươi cao nghĩa là có nhiều hình ảnh được chiếu lên màn hình hơn trong cùng 1 đơn vị thời gian, hay có thể hiểu theo cách khác đó là có nhiều thông tin được truyền đến mắt của chúng ta trong cùng 1 thời điểm. Do đó, hình ảnh chuyển động trên màn hình trở nên mượt mà hơn.
Các màn hình máy tính có tốc độ làm tươi với tiêu chuẩn cơ bản là 60 Hz, tuy nhiên, chúng ta cũng có thể tìm mua những màn hình sở hữu tốc độ làm tươi lớn hơn trên thị trường từ 144 Hz hay 240 Hz.
Ví dụ, hầu hết các máy chiếu phim chuyển từ khung hình này sang khung hình tiếp theo 24 lần mỗi giây. Nhưng mỗi khung hình được chiếu sáng hai hoặc ba lần trước khi khung hình tiếp theo được chiếu bằng màn trập trước đèn của nó. Do đó, máy chiếu phim chạy ở tốc độ 24 khung hình mỗi giây, nhưng có tốc độ làm mới 48 hoặc 72 Hz.
Trên màn hình ống tia âm cực (CRT), tăng tốc độ làm mới sẽ giảm nhấp nháy, do đó làm giảm mỏi mắt. Tốc độ làm tươi màn hình lớn sẽ giúp hiển thị hình ảnh mượt mà hơn, do đó người chơi sẽ dễ dàng theo dõi các pha hành động tốc độ cao hơn. Đồng thời, cũng giúp người chơi ngắm bắn các mục tiêu trong những trò chơi bắn súng dễ dàng hơn, tuy nhiên thực tế còn tuỳ thuộc vào "thị lực" của từng người. Tuy nhiên, nếu tốc độ làm mới được chỉ định vượt quá mức được khuyến nghị cho màn hình, có thể xảy ra hư hỏng cho màn hình.
Đối với các chương trình máy tính hoặc đo từ xa, thuật ngữ này cũng được áp dụng cho tần suất cập nhật dữ liệu với giá trị bên ngoài mới từ một nguồn khác (ví dụ: bảng tính chung hoặc nguồn cấp dữ liệu phần cứng).

## Đối với game thủ
Những game thủ chuyên nghiệp hay gặp phải tình trạng đơ hay độ trễ giữa thời điểm họ thực hiện thao tác như nhấn bàn phím hay các chuyển động chuột và thời điểm mà hiệu quả của các thao tác ấy xuất hiện trên màn hình. Nếu sử dụng màn hình có tốc độ làm tươi lớn sẽ giảm thiểu tình trạng đơ, do nó làm giảm khoảng thời gian trễ giữa hiển thị màn hình và thao tác của người chơi, dù khoảng thời gian này chỉ khoảng một vài mili giây, thường rất nhỏ, tuy nhiên trong các tựa game đối kháng, từng ấy thời gian đã đủ để tạo nên sự khác biệt.

## Ưu - Nhược
Trên thực tế, tốc độ làm tươi cao hơn cũng không luôn đồng nghĩa rằng sẽ mang lại chất lượng hình ảnh tốt hơn. Chất lượng mà mắt bạn thấy được sẽ còn phụ thuộc vào những đặc điểm khác của mình cũng như việc bạn sẽ xem những gì. Ví dụ, bạn coi bộ phim có tốc độ khung hình 60fps trên một màn hình 60 Hz hay 120 Hz là hoàn toàn tương tự nhau. Tất nhiên là nó cũng còn phụ thuộc vào những công nghệ khác mà nhà sản xuất tích hợp vào.
Thế nhưng, khi tốc độ khung hình/giây của nguồn phát tăng lên, ví dụ như máy chơi trò chơi, con số Hz này sẽ dần trở nên quan trọng hơn. Các màn hình cho PC có thể có tốc độ làm tươi lên đến 240 Hz bởi những chiếc PC có khả năng nâng tốc độ khung hình/giây lên cao nhất. Điều này sẽ giúp bạn nhắm mục tiêu đến kẻ thù trong game nhanh hơn một phần giây so với những tấm nền có tốc độ làm tươi thấp hơn.
Nếu như bạn muốn tìm hiểu kĩ hơn thì có một vấn đề nữa, đó chính là con số khung hình/giây cũng phải phù hợp với số Hertz của màn hình. Rất nhiều nội dung video chỉ có 24fps, phù hợp với tốc độ 144 Hz (6 lần) chứ không phải là 60 Hz (2,5 lần). Với tầm nền 60 Hz, phần cứng sẽ phải thay đổi số lượng thời gian mỗi khung hình hiển thị. Điều này dẫn đến trải nghiệm khi xem sẽ kém hơn.

## Vô tuyến (TV)

GIF Hoạt hình này hiển thị so sánh thô sơ về cách chuyển động thay đổi với 4Hz, 12Hz và 24 Hz tốc độ làm mới. Toàn bộ chuỗi có tốc độ khung hình là 24 Hz.

Sự phát triển của tivi vào những năm 1930 được xác định bởi một số hạn chế về kỹ thuật. Tần số dòng điện AC được sử dụng cho tốc độ làm mới dọc vì hai lý do. Lý do đầu tiên là ống chân không của tivi dễ bị nhiễu từ nguồn cung cấp năng lượng của thiết bị, bao gồm cả gợn sóng còn lại. Điều này có thể gây ra các thanh ngang trôi (thanh hum). Sử dụng cùng tần số đã làm giảm điều này và làm cho nhiễu tĩnh trên màn hình và do đó ít gây khó chịu hơn. Lý do thứ hai là các hãng phim truyền hình sẽ sử dụng đèn AC, quay phim ở một tần số khác nhau sẽ gây ra hiện tượng bốc mùi. [3] [4] [5] Do đó, các nhà sản xuất có rất ít sự lựa chọn ngoài việc chạy các bộ ở tần số 60 Hz ở Mỹ và 50 Hz ở châu Âu. Các tốc độ này hình thành nền tảng cho các bộ được sử dụng ngày nay: 60 Hz System M (hầu như luôn được sử dụng với mã màu NTSC) và 50 Hz System B / G (hầu như luôn được sử dụng với mã màu PAL hoặc SECAM). Sự tình cờ này đã mang lại cho các bộ châu Âu độ phân giải cao hơn, đổi lại tốc độ khung hình thấp hơn. So sánh Hệ thống M (704 × 480 ở 30i) và Hệ thống B / G (704 × 576 ở 25i). Tuy nhiên, tốc độ làm mới thấp hơn 50 Hz giới thiệu nhiều nhấp nháy hơn, do đó, các bộ sử dụng công nghệ kỹ thuật số để tăng gấp đôi tốc độ làm mới lên 100 Hz hiện đang rất phổ biến. (xem hệ thống truyền hình phát sóng)
Một sự khác biệt khác giữa các tiêu chuẩn 50 Hz và 60 Hz là cách các hình ảnh chuyển động (nguồn phim trái ngược với nguồn máy quay video) được chuyển hoặc trình bày. Phim 35 mm thường được quay ở 24 khung hình mỗi giây (khung hình / giây). Đối với PAL 50 Hz, điều này cho phép các nguồn phim dễ dàng được chuyển bằng cách tăng tốc phim lên 4%. Do đó, hình ảnh thu được rất mượt, tuy nhiên, có một sự thay đổi nhỏ trong cao độ của âm thanh. Các bộ NTSC hiển thị cả vật liệu 24 khung hình / giây và 25 khung hình / giây mà không có bất kỳ sự thay đổi tốc độ nào bằng cách sử dụng một kỹ thuật gọi là kéo xuống 3: 2, nhưng với chi phí giới thiệu phát lại unsmooth dưới dạng máy rung telecine.
Tương tự như một số màn hình máy tính và một số DVD, các hệ thống truyền hình tương tự sử dụng xen kẽ, làm giảm hiện tượng nhấp nháy rõ ràng bằng cách vẽ đầu tiên các dòng lẻ và sau đó là các dòng chẵn (được gọi là các trường). Điều này làm tăng gấp đôi tốc độ làm mới, so với hình ảnh quét lũy tiến ở cùng tốc độ khung hình. Điều này hoạt động hoàn hảo cho máy quay video, trong đó mỗi trường kết quả từ một mức phơi sáng riêng biệt - tốc độ khung hình hiệu quả tăng gấp đôi, hiện có 50 thay vì 25 lần phơi sáng mỗi giây. Tính năng động của CRT phù hợp lý tưởng với phương pháp này, các cảnh nhanh sẽ được hưởng lợi từ việc làm mới 50 Hz, trường trước đó sẽ bị phân rã phần lớn khi trường mới được viết và hình ảnh tĩnh sẽ được hưởng lợi từ độ phân giải được cải thiện vì cả hai trường sẽ được tích hợp bằng mắt. TV dựa trên CRT hiện đại có thể được chế tạo không nhấp nháy dưới dạng công nghệ 100 Hz.
Nhiều TV LCD cao cấp hiện có tốc độ làm mới 120 hoặc 240 Hz (các quốc gia NTSC hiện tại và trước đây) hoặc 100 hoặc 200 Hz (các quốc gia PAL / SECAM). Tỷ lệ 120 được chọn là bội số chung ít nhất của 24 khung hình / giây (rạp chiếu phim) và 30 khung hình / giây (TV NTSC) và cho phép ít biến dạng hơn khi xem phim do loại bỏ telecine (giảm 3: 2). Đối với PAL ở 25 khung hình / giây, 100 hoặc 200 Hz được sử dụng như một sự thỏa hiệp phân số của bội số chung nhỏ nhất là 600 (24 × 25). Các tốc độ làm mới cao hơn này có hiệu quả nhất từ đầu ra video nguồn 24p (ví dụ: Đĩa Blu-ray) và/hoặc cảnh chuyển động nhanh.